# Ingrid Sandahl
Ingrid Sandahl (Estocolmo, Suecia, 5 de noviembre de 1924-Orebro, Suecia, 15 de noviembre de 2011) fue una gimnasta artística sueca, campeona olímpica en Helsinki 1952 en el concurso de equipos con aparatos.

## Carrera deportiva
En el Mundial de Basilea 1950 gana el oro en equipo, por delante del equipo de gimnastas francesas y de las italianas.
En los JJ. OO. de Helsinki 1952 consigue el oro en el concurso de equipos con aparatos (una modalidad similar a la gimnasia rítmica actual), por delante de las soviéticas y húngaras, siendo sus compañeras de equipo: Karin Lindberg, Ann-Sofi Pettersson, Gun Roring, Evy Berggren, Göta Pettersson, Hjördis Nordin y Vanja Blomberg.